# Piper subbullatum
Piper subbullatum är en pepparväxtart som beskrevs av K. Schum. & Lauterb.. Piper subbullatum ingår i släktet Piper och familjen pepparväxter. Inga underarter finns listade i Catalogue of Life.